# Кенжалы
Кенжалы (каз. Кеңжалы) — село (до 2021 года — станция) в Байганинском районе Актюбинской области Казахстана. Входит в состав Карауылкелдинского сельского округа. До 2021 года находилось в составе Шубаркудукского сельского округа Темирского района. Код КАТО — 155630400.

## География
Расположено на левобережье реки Туздысай, притока Кенжалы.

## Население
В 1999 году население станции составляло 146 человек (74 мужчины и 72 женщины). По данным переписи 2009 года в населённом пункте проживало 175 человек (95 мужчин и 80 женщин).